# مرسيدس بنز آر 107 وسي 107
مرسيدس بنز ار 107 و سي 107 (بالإنجليزية: Mercedes-Benz R107 and C107)‏ هي سيارة من صناعة مرسيدس بنز.وهي من السيارات الرياضية التي أنتجتها الشركة من عام 1971 حتى عام 1989، وهي ثاني أطول سلسلة منفردة أنتجت بعد الفئة G.